# Syzygium diffusiflorum
Syzygium diffusiflorum är en myrtenväxtart som beskrevs av Elmer Drew Merrill. Syzygium diffusiflorum ingår i släktet Syzygium och familjen myrtenväxter. Inga underarter finns listade i Catalogue of Life.